# Władysław Łoziński
Władysław Łoziński (29. května 1843 Opory – 20. nebo 21. května 1913 Lvov) byl rakouský spisovatel, historik a politik polské národnosti z Haliče, v 2. polovině 19. století poslanec Říšské rady.

## Biografie
Vystudoval filozofii na Lvovské univerzitě. Od roku 1873 působil jako šéfredaktor listu Gazeta Lwowska, do jehož redakce ho povolal Agenor Gołuchowski. Vedl zde zpočátku měsíční literární přílohu. Psal literární pojednání i historická díla. Kromě toho spolupracoval s dalšími periodiky jako Dziennik Literacki (od roku 1867 šéfredaktorem), Przegląd Powszechny nebo Gwiazdka Cieszyńska. Byl čestným občanem Lvova a získal čestný doktorát na Lvovské univerzitě.
Byl aktivní i v politice. V 80. letech 19. století se uvádí jako poslanec Haličského zemského sněmu. Působil rovněž coby poslanec Říšské rady (celostátního parlamentu Předlitavska), kde usedl v doplňovacích volbách roku 1883 za kurii městskou v Haliči, obvod Přemyšl, Grodek atd. Slib složil 4. prosince 1883. Ve volebním období 1879–1885 se uvádí jako rytíř Ladislaus von Loziński, spisovatel, bytem Lvov. Patřil mezi polské národní poslance. Reprezentoval parlamentní Polský klub.
Od roku 1902 zasedal jako člen Panské sněmovny (nevolená horní komora Říšské rady).
Zemřel v květnu 1913 po několikaměsíční těžké nemoci.
Jeho bratrem byl spisovatel Walery Łoziński. Další bratr Bronisław Łoziński byl právníkem. Bratranec Karol Szajnocha byl historikem, další bratranec Władysław Szajnocha proslul jako geolog.